# Maczki-Bór
Maczki-Bór S.A. (poprzednio CTL Maczki-Bór S.A.) – polskie przedsiębiorstwo górnicze i właściciel infrastruktury kolejowej.

## Historia
Przedsiębiorstwo powstało w 1991 r. jako Kopalnia Piasku Maczki-Bór Sp. z o.o.. Podstawę majątku spółki stanowiły tabor kolejowy i linie kolejowe, wchodzące w skład kolei piaskowych oraz kopalnia piasku Maczki-Bór, które zostały wydzielone w ramach restrukturyzacji Przedsiębiorstwa Materiałów Podsadzkowych Przemysłu Węglowego (PMP-PW). W 2001 r. Kopalnia Piasku Maczki-Bór Sp. z o.o. stała się własnością CTL Logistics S.A. Po włączeniu do holdingu przyjęła nazwę CTL Maczki-Bór S.A.. 24 sierpnia 2022 r. nastąpiła sprzedaż akcji CTL Maczki Bór S.A. nowemu inwestorowi  strategicznemu, który koncentruje się obecnie na rozwoju i wykorzystaniu unikalnego potencjału gospodarczego spółki pod nazwą Maczki-Bór S.A..

## Działalność
Spółka Maczki-Bór S.A. prowadzi przede wszystkim działalność górniczą. Zajmuje się rekultywacją wyrobiska Bór Wschód na terenie byłej kopalni piasku Maczki-Bór w Sosnowcu, przy użyciu pogórniczych odpadów innych niż niebezpieczne oraz sprzedażą kruszyw. Drugim obszarem działalności spółki jest rozporządzanie majątkiem prywatnej infrastruktury kolejowej, znajdującej się na terenie Górnośląskiego Okręgu Przemysłowego. Posiada kilkadziesiąt kilometrów własnej infrastruktury kolejowej z dostępem do kopalń węgla kamiennego, hut i elektrowni oraz infrastruktury PKP Polskie Linie Kolejowe. Sieć kolejowa Maczki-Bór S.A., którą zarząda spółka Infra Silesia S.A., jest ogólnodostępna. Na chwilę obecną w jej skład wchodzi linia kolejowa nr 405 (Bór Górny – Jęzor Centralny JCC – Dąbrowa – Kosztowy – Hołdunów). Sieć kolejowa Maczki-Bór S.A. nie posiada sieci trakcyjnej, a przy jej udziale realizowane są wyłącznie przewozy towarowe. 
Od roku 2005 spółka Maczki-Bór S.A., podobnie jak CTL Maczki-Bór S.A., jest istotnym dostawcą wielkoobszarowych terenów inwestycyjnych przeznaczonych, m.in. do zabudowy przemysłowo-usługowej. 
Od 2022 r. spółka jest tytularnym sponsorem kobiecej drużyny koszykówki Maczki-Bór Zagłębie Sosnowiec, która bierze udział w rozgrywkach Orlen Basket Ligi.